# فرهنگستان ادب و هنر ایران
فرهنگستان ادب و هنر ایران، بنیادی پژوهشی بود که در سال ۱۳۴۷ تأسیس شد و همراه با فرهنگستان زبان ایران تحت پوشش وزارت فرهنگ و هنر و بنیاد شاهنشاهی فرهنگستان‌های ایران قرار داشت.
فرهنگستان ادب و هنر ایران متشکل از چندین پژوهشگاه بود که در زمینه‌های ادبیات، تحقیقات ایرانی، فرهنگ عامه، و موسیقی‌شناسی فعالیت می‌کردند.
فرهنگستان ادب و هنر ایران در سال ۱۳۶۰ با ده مرکز و سازمان تحقیقاتی دیگر ادغام شد و مؤسسهٔ مطالعات و تحقیقات فرهنگی (پژوهشگاه علوم انسانی و مطالعات فرهنگی) پدید آمد.